# Helsingborg
Helsingborg (svedese: [hɛlsɪŋˈbɔrj] , danese: [helsɪŋˈb̥ɒˀ]) è una città svedese posizionata a sud del paese, nella contea della Scania, di cui è la seconda città per popolazione, dopo il capoluogo Malmö.

## Storia
Originariamente danese, fu fondata nel 1085. Divenne quindi svedese nel 1658, a seguito di alcune guerre fra la Danimarca e la Svezia.
 Helsingborg è una città litoranea scenica, vista la particolare miscela tra le costruzioni più antiche costruite in pietra e la presenza di una roccaforte (Kärnan) nel centro che si contrappongono alle costruzioni commerciali ed abitative più moderne.

## Monumenti e luoghi d'interesse
- Kärnan: castello medievale costruito nel 1310 da Erik Menved, re di Danimarca. La torre è alta 35 metri.
- Chiesa di Santa Maria: la quale custodiva un organo monumentale

## Sport
La squadra principale di calcio della città è l'Helsingborgs IF.

## Geografia fisica
Situata nel punto più vicino alla Danimarca, è separata dalla città danese di Helsingør solo da uno stretto di 4 chilometri.

## Infrastrutture e trasporti
Helsingborg è il punto di partenza della Strada europea E55, che raggiunge Calamata (Grecia). È ben collegata a Malmö e Göteborg a livello sia autostradale che ferroviario.
La città è inoltre ben collegata al prospiciente porto di Helsingør tramite traghetti della compagnia Scandlines.